# Zelotes pulchripes
Zelotes pulchripes är en spindelart som först beskrevs av William Frederick Purcell 1908.  Zelotes pulchripes ingår i släktet Zelotes och familjen plattbuksspindlar. Inga underarter finns listade i Catalogue of Life.